# Aconitum polyschistum
Aconitum polyschistum är en ranunkelväxtart som beskrevs av Hand.-mazz.. Aconitum polyschistum ingår i släktet stormhattar, och familjen ranunkelväxter. Inga underarter finns listade i Catalogue of Life.